# Нижнее (Рудковская городская община)
Нижнее (укр. Нижнє) — село в Рудковской городской общине Самборского района Львовской области Украины.
Население по переписи 2001 года составляло 275 человек. Занимает площадь 4,79 км². Почтовый индекс — 81433. Телефонный код — 3236.